# Geosesarma penangense
Geosesarma penangense is een krabbensoort uit de familie van de Sesarmidae. De wetenschappelijke naam van de soort is voor het eerst geldig gepubliceerd in 1940 door Tweedie.